# Pascal Contamine
Pour les articles homonymes, voir Contamine.
 (octobre 2013).
Si vous disposez d'ouvrages ou d'articles de référence ou si vous connaissez des sites web de qualité traitant du thème abordé ici, merci de compléter l'article en donnant les références utiles à sa vérifiabilité et en les liant à la section « Notes et références ».
Pascal Contamine, né en 1971 à Chibougamau, Québec (Canada), est un acteur, auteur et metteur en scène. Il a voyagé dans plus d’une vingtaine de pays (Europe, Asie, Afrique)

## Biographie

### Interprète
Il a étudié en interprétation à l’École nationale de théâtre. Depuis sa sortie en 1995, il a joué, au théâtre, entre autres, pour Wajdi Mouawad (Voyage au bout de la nuit, Littoral, Willy Protagoras, Rêves, Le mouton et la baleine), René Richard Cyr (Le chant du Dire-Dire), Brigitte Haentjens (Eden Cinéma), Jérémie Niel (Chroniques, Cendres), Éric Jean, Emmanuel Schwartz… Il a aussi été acteur, au cinéma et à la télévision, pour des réalisateurs tels que Manon Briand, Bernard Hébert, Alain Chartrand, Robert Ménard, Podz, Alain Desrochers, Ian Lagarde, Brigitte Couture …
Portant un intérêt particulier au mouvement, il a étudié le wushu à Shaolin (Chine) en 1997 et le kathakali et le kalaripayattu au Kerala (Inde), en 2007. Entre ces deux formations, il a effectué un saut en danse comme interprète pour Estelle Clareton et Emmanuel Jouthe et aussi comme chorégraphe. Plus récemment, il a collaboré avec la compagnie de mime Omnibus en dirigeant une maîtrise d’œuvre à trois têtes, avec Réal Bossé et Christian Leblanc et comme comédien pour Hugues Holleinstein et Jean Asselin. 

### Mise en scène
Pascal a, aussi, mis en scène plusieurs textes qu’il a écrit (Five Wolf Deatov Circus, Oportet Heareses Esse, Ze Bouddha's Show, Dossier Prométhée, Pharmak(ha)os, L’ombre incongrue de F.), auxquels s’ajoutent une adaptation pour la scène du roman «Gros-Câlin», de Romain Gary et la pièce « L'histoire des ours panda raconté par un saxophoniste qui a une petite amie à Francfort» de Matéi Visniec. La plupart de ces projets ont été produits par le Centre international de recherche et d’action artistique et multimédia (CIRAAM), une compagnie qu’il a fondée et dirigée de 2001 à 2012. 
Entre 2003 et 2011, il a mis en scène plus d’une quinzaine de productions dirigées (Euripide, Bond, Koltès, Brecht…) à l'Université du Québec à Montréal (UQAM) et au Collège Bois-de-Boulogne. 

## Œuvres

### Interprète

#### Théâtre
- 2015-19: Dans la tête de Proust, de / m.e.s Sylvie Moreau, Espace Libre, Maisons de la Culture (Proust)
- 2015-19: Foirée montréalaise, collectif, m.e.s. Martin Desgagné, Théâtre La Licorne
- 2015: Héroïne(s), de / m.e.s de Nicola Berzi
- 2015: Si les oiseaux, de Erin Shields, m.e.s. Geneviève L. Blais, Théâtre Prospero (Térée)
- 2015: Splendeur du mobilier russe, de Benoît Paiement-Bernard Dion m.e.s. Robert Reid, Espace Libre
- 2014: Rue Fable, m.e.s Jean Asselin, Réal Bossé, Sylvie Moreau, Espace Libre  (Miguel Azorez)
- 2014 : Amours Fatales, textes de Jean Racine, m.e.s. Jean Asselin, Réal Bossé et Sylvie Moreau,  Espace Libre (Oreste, Acomat, Titus)
- 2009-14 : Gros-Câlin, de Romain Gary, m.e.s Pascal Contamine, Main Line/ Maisons de la cultures / Fred-Barry/ Premier Acte (Michel Cousin)
- 2013 : Fatal, textes de William Shakespeare, m.e.s. Jean Asselin, Espace Libre (Gloucester)
- 2011 : Pharmak(ha)os de / m.e.s Pascal Contamine, Espace Libre (Docteur Arnaud)
- 2011 : …Sous silence, de / m.e.s. Hugues Hollenstein, Espace Libre (Le père)
- 2010 : Cendres, d’Atiq Rahimi, m.e.s de Jérémie Niel, FTA / Théâtre La Chapelle (Le contremaître)
- 2009-10 : Max, d’Emmanuel Schwartz, m.e.s. Jérémie Niel, Théâtre La Chapelle (Floyd)
- 2009-10 : Clichy, de/ m.e.s. Emmanuel Schwartz Théâtre La Chapelle (CRS)
- 2003 : L'Éden Cinéma, de Marguerite Duras, m.e.s Brigitte Haentjens, FTA/ CNA (Paul)
- 2001 : Le mouton et la baleine, d’Ahmed Ghazali, m.e.s Wajdi Mouawad, Théâtre Quat’sous (Le marin)
- 1999-01 : Rêves, de / m.e.s Wajdi Mouawad, Théâtre Quat’sous, Agora de la danse, Tournée France (Souleyman)
- 1999 : Hamlet, de Shakespeare, m.e.s Guillermo de Andrea, Rideau vert (Fortinbras)
- 1998-99 : Willy Protagoras, de/m.e.s Wajdi Mouawad  Salle Pagé /Théâtre d’Aujourd’hui (Willy)
- 1998 : Le chant du Dire-Dire, de Daniel Danis, m.e.s René Richard Cyr, Espace Go (Fred-Gilles)
- 1997-01 : Littoral, de/ m.e.s Wajdi Mouawad, Tournée Québec, Europe et Liban (Âmé)
- 1996 : Le chœur des silences, de/ m.e.s Luk Fleury, Monument National
- 1996 : Cassis, feuilleton théâtre de Pascal Brullemans, m.e.s Éric Jean, La Gammick
- 1996 : Avril  de/ m.e.s.  Grand théâtre émotif du Québec, Espace Libre (Le moine)
- 1996 : Suicide de/ m.e.s Grand théâtre émotif du Québec, Espace Libre (Pascal)
- 1996 : Lâcheté, de/ m.e.s Grand théâtre émotif du Québec, Espace Libre (Un membre des F.L.Q.)
- 1995 : Voyage au bout de la nuit, de Louis Ferdinand Céline M.e.s Wajdi Mouawad, André Pagé, Fred-Barry, Belgique (Robinson)

#### Télévision
- 2020: District 31, réalisation Stéphane Simard (Guillaume Marchand)
- 2015:  Les jeunes loups 2, réalisation François Gingras, (Joey)
- 2013 : Trauma, réalisation François Gingras  (Louis Flemming)
- 2013 : Unité 9, réalisation Jean Philippe Duval (Yvon Lamontagne 40 ans)
- 2011 : La reine rouge, réalisation Podz, Olivier Sabino et Patrick Sénécal (Mike)
- 2010 : Toute la vérité, réalisation Brigitte Couture (Marcel)
- 2009 : Musée Éden, réalisation Alain Desrochers (Léo)
- 2005 : Les Bougons, réalisation Louis Bolduc (L’auteur)
- 2005 : Casino, réalisation François Gingras (L’itinérant)
- 2003 : Le mal du siècle, réalisation Raymond St-Jean, (Beethoven)
- 2002 : La fin de la voix, réalisation Olivier Asselin, (Calaf)
- 2001 : Gentleman cambrioleur, réalisation Pierre Paiement (Le cambrioleur)
- 2001 : Tribu.com, réalisation François Bouvier ((Mathias)
- 2001 : La grande expédition, réalisation Carlos Ferrand )(François Gravé)
- 2000 : Chartrand et Simonne, réalisation Alain Chartrand (Jean Drapeau)
- 2000 : Une âme immortelle, réalisation Bernard Hébert (Beethoven)
- 2000 : Bouscotte, réalisation Albert Girard (Manu Morency  jeune)
- 2000 : Coroner, réalisation Stephan Miljevic(Christian)
- 1999 : Le pollock, réalisation Robert Ménard (Hubert )
- 1997 : Le volcan tranquille, réalisation Pierrette Villemaire (Thomas)

#### Cinéma
- 2018 : La Bolduc, réalisation François Bouvier (Acteur- Radio roman)
- 2016 : Prank, réalisation Vincent Biron (Le père)
- 2014 : Le cœur de Madame Sabali, réalisation Ryan McKenna (Pierre)
- 2012 : L'Empire Bo$$é de Claude Desrosiers : le responsable des stocks)
- 2010 : Starbuck, réalisation Ken Scott (Le coéquipier)
- 2009 : Les 7 jours du Talion, réalisation Podz (Morin)
- 2009 : Entre ciel et terre, réalisation Sylvain Archambault  (Monsieur X)
- 2003 : Littoral, réalisation Wajdi Mouawad  (Âme)
- 1997 : Ne dis rien, réalisation Simon Lacombe (Le disjoncté)
- 1997 : Cosmos, réalisation Manon Briand (Joël)

#### Court-métrage
- 2018 : Mal de Coeur, réalisation Franie-Éléonore Bernier (Ghislain)
- 2018 : Transfert coréalisation Martin Desgagnés- Pascal Contamine (Le père)
- 2013 : Tentacule 8, réalisation Ian Lagarde (Carl)
- 2012 : Trois nuits et une seule mort, réalisation Stéphane Disrchauer (Marco)
- 2010 : Vent solaire, réalisation Ian Lagarde (Michel)
- 2005 : La fuite, réalisation Ianic Mathieu (Zoy)
- 2001 : Quel étage ?, réalisation Gaëlle D’Ynglemarre (Julien)

#### Multimédias
- 2003 : Civilités, projet littérature web, Agence Topo
- 2001 : Découvertes, CD-Rom Centre des arts et des sciences
- 1998 : Liquidation, CD-Rom Agence Topo
- 1997 : The Music thief, CD-Rom Production Pandore
- 1997 : A land of love, performance multimédia, Daniel Diaz
- 1997 : 1MJS, manifeste cinématographique, collectif
- 1996 : Libérart, Performance multimédia, Éli Laliberté / Pascal Contamine, Espace libre

#### Danse
- 2001 : Avide, d’Estelle Clareton (Fondation Jean-Pierre Perreault)
- 1998 : Entre Caligula et le petit prince, d’Emmanuel Jouthe  (Espace Tangente)
- 1998 : Et pourtant, ils bougent, d’Emmanuel Jouthe (Piscine Cherrier)
- 1997 : L'affaire du lundi, d’Emmanuel Jouthe (Piscine Cherrier)
- 1997 : Carpe Diem 1, d’Emmanuel Jouthe, Piscine Cherrier)

### Mise en scène

#### Théâtre
- 2011 : Pharmak(ha)os d’Ethan Solas, Espace Libre
- 2009-12 : Gros-Câlin, de Romain Gary, Main Line / Maisons de la culture / Fred-Barry
- 2009-10 : Rêves, Chimères et Mascarade, Maîtrise d’œuvre, Espace Libre
- 2008 : Lettre au directeur de théâtre, de Denis Guenoun, La Banque
- 2005 : L’ombre incongrue de F., d’Adam Nevir, Théâtre La Chapelle
- 2005 : Dossier Prométhée, de Thomas Alexandre, Espace Libre
- 2003 : Ze Bouddha’s show, d’Étienne Thana, Théâtre du Quat’sous
- 2002-05 : L’histoire des ours pandas, de Matei Visniec, Usine C / L Corridor
- 2002 : Oportet, d’Henry Scott, Théâtre La Chapelle / Carrefour international de Québec
- 2001-02 : Five wolf deavtov circus, de Tornado Ricci, Théâtre La Chapelle
- 1997 : Les deux couronnes, adaptation libre du « Roi Lear » de Shakespeare, Tangente

#### Direction artistique
- 2011 : Pinocchio, d’Étienne Jacques, événement animation théâtrale, St Jean-sur-Richelieu
- 2010 : Alice au pays des merveilles, d’Aurélie Olivier, événement d’animation théâtrale, St-Jean-sur-Richelieu
- 2009 : L’île de la Tortue, d’Aurélie Olivier, événement d’animation théâtrale, St-Jean-sur-Richelieu
- 2003 : Passages, Nuit de la poésie, Maison de la culture Frontenac

#### Réalisation
- 2013 : Transfert (court métrage), coréalisation Martin Desgagnés
- 2005 : La négation de la gravité (court-métrage), scénario Pascal Contamine
- 2003 : Intervention 1534 (court métrage), coréalisation Stéphane Franche

### Écriture

#### Création
- Pharmak(ha)os (2011)
- Dossier Prométhée: Depuis le début des temps…(2005)
- L’ombre incongrue de F.(2003)
- Ze bouddha’s show (2003)
- Smog (2003)
- Oportet heareses esse (2002)
- Five wolf deavtov circus (2001)
- Comedia della morte, coécriture avec Stéphane Archambault (1995)

#### Adaptation et traduction
- Gros-Câlin, adaptation du roman de Romain Gary (2009)
- Grandeur et décadence de la ville de Mahagonny, traduction de Bertolt Brecht (2006)
- Five wolves, coscénarisation de Five wolf deavtov, avec Guy Lampron (2003)
- Civilité, adaptation Ze Bouddha’s show, projet littérature web (2002)